# Marcel Senesael
Marcel Senesael (21 januari 1892 - 2 oktober 1971) was een Belgisch gemeentelijk politicus. Senesael was burgemeester van de gemeente Hoogstade van 1959 tot 1970. In 1971 werd Hoogstade een deelgemeente van Alveringem en Senesael was zo de laatste burgemeester van Hoogstade.
Senesael publiceerde ook over de Eerste Wereldoorlog.

## Publicaties
- De IJzerslag 1914, Vonksteen, Langemark, 1958, 210 p.
- La bataille de l'Yser 1914, s.l., 1964, 243 p.